# 薔薇族
『薔薇族』（ばらぞく）とは、男性同性愛者向けのゲイ雑誌であり、商業誌としては日本初、会員制雑誌を含めれば日本で7番目以降に創刊された。伊藤文學率いる第二書房より1971年7月（9月号）に創刊された。通巻18号（1974年7月号）まで隔月刊であったが、同19号（同8月号）から月刊化された。なお、編集長の伊藤自身は異性愛者である。伊藤によると誌名は「ギリシャ神話か何かで『薔薇の下で男同士が契りを結ぶ』という話」が元になっているという。

## 概要
ヌードグラビアや成人向け漫画、官能小説を中心としたポルノ雑誌であったが、それ以外にも同性愛やエイズなどの性病について真剣に取り上げ、おすぎなどを起用したサブカルチャー系のコラムや文通欄などで構成されていた。内藤ルネのイラスト表紙、竹本小太郎や山川純一の漫画も特徴的であった。特に文通欄は、出会いの手段が少なかった男性同性愛者に好評だった。
初期の編集に関しては、『薔薇族』を創刊すると発表した際に伊藤にコンタクトし創刊に尽力した藤田竜と間宮浩の影響も大きかった。伊藤が同性愛者ではないのに対し、この二人はゲイの中でもマジョリティとされる「スポーツマンタイプの男性」が好きなゲイだったため、雑誌の方向性をポピュラーな方向に持って行くことができたという。
特に、内藤ルネのパートナーでもあり、中原淳一のひまわり社にも勤務していた藤田の力は大きく、伊藤自身も後年「藤田竜君が本当の編集長だった」と語っている。
また、編集方針においての大きな特色は常設の編集部の部屋を置かず、必要なときだけ編集員・ライターが集まる形で編集を行っていたことである。これについて伊藤は「いつ起きていつ寝るのか解らない人たちばかりだったから」とも語っている。
一度目の休刊
しかしインターネットの普及で文通欄の衰退や、特定の体型にターゲットを絞るといった新しいコンセプトで創刊してきた新興のゲイ雑誌に販売部数を抜かれた事もあって経営不振に陥り、2004年9月の11月号をもって33年の歴史に一度幕を閉じた。最終号ではゲイ雑誌史上初の企業広告としてコンドームを発売するオカモトの広告が掲載され、ゲイ雑誌での企業広告掲載という伊藤の悲願は達成された。
復刊、そして2度目の休刊
2004年11月から2005年2月にかけ、ウェブサイト「裏探偵ファイル」にて「ネットで薔薇族」コーナーが設けられ、伊藤のコラムが掲載された。
その後、発行元を英和出版系の出版社メディアソフトに変え、編集長は伊藤が続投、新しいメンバーを加え従来の「ゲイからゲイへ」の発信ではなく「ゲイから世間一般へ」というコンセプトを掲げ、2005年4月に復刊した。唐沢俊一や一文字カルトといったライターのコラム掲載や、11月号からは内田春菊といったメジャー漫画家の作品等も掲載し、復刊記念号では美輪明宏へのインタビューもあり、サブカルチャー色の強い方向の誌面作りを行っていたが、2005年11月に発売された2006年1月号をもって再び休刊となってしまった。
2度目の復刊も、3度目の休刊
2006年7月にナビゲイターから再復刊されるが、会社の消滅により1号発行されただけで終わってしまう。
4度目の復刊
2007年4月には第二書房自らにより3度目の復刊が果たされる。発行ペースは季刊。伊藤の意向により、通巻400号となる第9号が最終号となる予定であった。
しかし、2011年7月、伊藤が編集長を勇退し、季刊『薔薇族』の副編集長であった竜超が2代目編集長に就任。400号以降も『薔薇族』が継続されることが決定した。
新編集長体制での刊行継続
1971年7月の創刊から満40周年となる2011年7月、竜超（現セージ・サバイバー）を2代目編集長として通巻400号が発行される。新体制での第1号目は竜超のみで制作されたが、401号からはアートディレクターに就任した猪口コルネによって、表紙を含む誌面の大幅刷新が図られ、「セクシュアリティについて考えるオピニオン誌」として刊行を続けているほか、コミケットなどのイベントにも参加している。
デジタルでの創刊号配信
2020年8月より、『薔薇族』の創刊号がデジタルにて配信開始（リンク先に年齢確認有）となったことが伊藤文學のTwitterより発表となる。
最終号の販売
2022年8月、コミックマーケット102で最終号が頒布された。
バックナンバーのデジタル版配信再開
2024年7月より、『薔薇族』のデジタル版配信が、伊藤文學の担当編集者が立ち上げたヴィヴァルディ・インク株式会社より第二書房デジタルの名義にて再開された。

## 誌名
日本で男性同性愛者を指す隠語として「薔薇」が使われることがある。薔薇族が元になったといわれたが、実際には薔薇族の前に1963年発行の三島由紀夫の裸体写真集「薔薇刑」や、1964年創刊の会員制ゲイ雑誌「薔薇」、1968年創刊の「血と薔薇」、1969年公開のピーター主演の映画『薔薇の葬列』があり、男性同性愛を象徴する言葉として薔薇を使ったのは薔薇族が最初ではない。外国作品では1944年のジャン・ジュネの小説『薔薇の奇蹟』などが日本でも有名で、『薔薇の葬列』にも「ジュネ」というゲイバアが登場する。

## ゲイ雑誌以外の事業
伊藤文學も参照

### 談話室祭り
1976年、喫茶店「談話室祭り」を開業し、ハッテン場とは異なる同性愛者同士の出会いの場を設けようとしたこともあった。

### ゲイビデオの制作
1981年に日本初のゲイビデオ『青春体験シリーズ　少年・純の夏』を発売した。

### ゲイ・ピンク映画への関わり
1982年には伊藤の呼びかけで、日本初のゲイポルノ映画が制作され上映された。